# NGC 6055
NGC 6055 is een lensvormig sterrenstelsel in het sterrenbeeld Hercules. Het hemelobject werd op 8 juni 1886 ontdekt door de Amerikaanse astronoom Lewis A. Swift.

## Synoniemen
- UGC 10191
- MCG 3-41-101
- ZWG 108.123
- DRCG 34-121
- PGC 57076